# Sajah
Il Sajah (in russo Саях?) è un piccolo fiume della Russia europea centrale (Nižnij Novgorod), affluente di sinistra della Sejma (bacino idrografico del Volga). Appartiene agli affluenti dell'Oka.